# Tatiana Kovaleva
Pour les articles homonymes, voir Kovaleva.
Tatiana Kovaleva (en russe : Татьяна Ковалева) est une gymnaste trampoliniste russe née le 28 février 1975 à Leningrad (RSFS de Russie). 

## Biographie
Tatiana Kovaleva intègre l'équipe nationale russe de trampoline en 1992.
Elle remporte deux médailles d'or aux Championnats du monde de trampoline 1996 (en individuel et par équipe). Aux Mondiaux de 1998, elle est sacrée championne par équipe et vice-championne en synchro. Un nouveau titre mondial par équipe est obtenu en 1999.
Elle devient par la suite entraîneuse de gymnastique aux États-Unis.